# Maurice Sauvayre
Maurice Sauvayre, pseudonyme de Marius Augustin Sauvayre, est un peintre, graveur, illustrateur et dessinateur humoristique français né le 17 mars 1889 à Paris et mort dans la même ville le 10 septembre 1968.

## Biographie
Marius Augustin Sauvayre naît dans le 3e arrondissement de Paris le 17 mars 1889,.
En 1909, soutenu par Georges Delaw et Marcel Capy, il prend le pseudonyme Maurice Sauvayre et entame une carrière de dessinateur humoristique. Pendant la Première Guerre mondiale, mobilisé dès 1914, il se fait connaître avec des dessins satiriques sur le thème du poilu. Il collabore ensuite à des périodiques comme Le Petit Journal, Le Rire, Le Matin, La Baïonnette, Le Régiment, Fantasio, Le Pêle-Mêle, Le Sourire, Dimanche Matin ou Marius.
Maurice Sauvayre est l'un des plus proches amis de Pierre Mac Orlan qu'il côtoie à Montmartre. Ils font ensemble partie d'un cercle de bons vivants montmartrois — où se retrouvent aussi Roland Dorgelès, Francis Carco ou Maurice Asselin — qui chaque week-end prend le train pour se retrouver à l'auberge de l'Œuf dur et du Commerce à Saint-Cyr-sur-Morin, où un ancien serveur du cabaret montmartrois Le Zut a recréé l'ambiance du Lapin Agile. Les sites alentour, la « verte vallée du Petit Morin », les prairies (Prairies sur les bords du Petit Morin, huile sur toile, localisation inconnue) constituent ainsi le sujet le plus apprécié de l'artiste et le plus récurrent dans son œuvre peint où, si l'on relève également des paysages de la Creuse, le golfe du Morbihan — que, notamment entre 1934 et 1941 il va fréquenter avec Pierre Mac Orlan, l'un y peignant et dessinant, l'autre y écrivant — constitue le second grand thème.
Vers 1934, Maurice Sauvayre figure avec Robert Louis Antral, France Audoul, Gaston Balande, Jehan Berjonneau, Edmond Ceria, Charles Despiau, Jean Fernand-Trochain, André Hambourg, Henri Lebasque, Marthe Lebasque, Carlos-Reymond, Armand Nakache ou Paul-Émile Pissarro parmi les artistes qui, sous la présidence de Lucie Caradek, se sont constitués en une association nommée le Groupe moderne, exposant alors, à Paris, à la galerie Georges Petit (12, rue Godot-de-Mauroy) et à la galerie Dru (11, rue Montaigne). Son accrochage de novembre 1934 dans cette seconde galerie est ainsi remarqué : « le village rouge escalade la montagne de verdure dominée par le clocher de l'église. L'ensemble dans un paysage printanier dont on respire la senteur des arbres en fleurs. C'est une belle œuvre signée Sauvayre ».
Pierre Mac Orlan et Maurice Sauvayre se retirent tous deux définitivement à Saint-Cyr-sur-Morin dans les années 1960, le second dans une maison du hameau de Champeaux.
Sauvayre est mort le 10 septembre 1968 dans le 18e arrondissement de Paris et est inhumé au cimetière de Saint-Cyr-sur-Morin.
L'atelier de Maurice Sauvayre est dispersé le 3 mai 1978 à l'hôtel Drouot-Rive gauche (gare d'Orsay) par Jean Hœbanx, commissaire-priseur à Paris.

## Œuvres

### Ouvrages illustrés
- Prosper Chazel, Histoire d'un forestier, illustrations de Maurice Sauvayre, Paris, Les Arts et le Livre, 1927.
- Henri Béraud, « La gerbe d'or », Les Annales politiques et littéraires, bois gravés de Maurice Sauvayre, cinq fascicules bimestriels publiés entre le 15 octobre et le 15 décembre 1927.
- Rochat-Cenise, Pays de glace et de granit, images, bois gravés de Maurice Sauvayre, Arthaud, 1931.
- Blaise Cendrars, L'or. La merveilleuse aventure du Général Johan August Suter, bois gravés de Maurice Sauvayre, Paris, Les Éditions de la Nouvelle France, 1943.
- Alexandre Dumas, Le Comte de Moret, 2 volumes, illustrations de Maurice Sauvayre, Éditions Lectures de Paris, 1948.

### Collections publiques
- Sceaux,musée du Domaine départemental de Sceaux : Vieux village de Saint-Cyr-sur-Morin, 1958, huile sur toile.
- Montdidier, mairie : La Creuse, huile sur toile, dépôt du Centre national des arts plastiques.
- Lunel-Viel, mairie : Vieux moulin au bord de la Creuse, huile sur toile, dépôt du Centre national des arts plastiques.
- Arcachon, mairie : Port de Vannes, huile sur toile, dépôt du Centre national des arts plastiques.

### Fresque murale
- Saint-Cyr-sur-Morin, Auberge de l'Œuf dur et du Commerce[5].

## Expositions

### Expositions personnelles
- Galerie Carmine, 1926.
- Galerie Barreiro, Paris, 1938.

### Expositions collectives
- Galerie Drouant, Paris.
- Salon des Tuileries, Paris (sociétaire).
- Salon des indépendants, Paris.
- Salon d'automne, Paris.
- Salon des humoristes, Paris, 1930[1].
- Le Groupe moderne, galerie Dru, Paris, novembre 1934[8].